# Многочлены Якоби
Многочлены Якоби (или полиномы Якоби) — класс ортогональных полиномов. Названы в честь Карла Густава Якоба Якоби.

## Определение
Происходят из гипергеометрических функций в тех случаях, когда последующие ряды конечные:
{\displaystyle P_{n}^{(\alpha ,\beta )}(z)={\frac {(\alpha +1)_{n}}{n!}}\,_{2}F_{1}\left(-n,\;1+\alpha +\beta +n;\;\alpha +1;\;{\frac {1-z}{2}}\right),}
где {\displaystyle (\alpha +1)_{n}} является символом Похгаммера (для растущего факториала), и, таким образом, выводится выражение
{\displaystyle P_{n}^{(\alpha ,\;\beta )}(z)={\frac {\Gamma (\alpha +n+1)}{n!\,\Gamma (\alpha +\beta +n+1)}}\sum _{m=0}^{n}{n \choose m}{\frac {\Gamma (\alpha +\beta +n+m+1)}{\Gamma (\alpha +m+1)}}\left({\frac {z-1}{2}}\right)^{m},}
Откуда одно из конечных значений следующее
{\displaystyle P_{n}^{(\alpha ,\;\beta )}(1)={n+\alpha  \choose n}.}
Для целых {\displaystyle n}
{\displaystyle {z \choose n}={\frac {\Gamma (z+1)}{\Gamma (n+1)\Gamma (z-n+1)}},}
где {\displaystyle \Gamma (z)} — обычная гамма-функция, и
{\displaystyle {z \choose n}=0\quad {\text{для}}\quad n<0.}
Эти полиномы удовлетворяют условию ортогональности
{\displaystyle \int _{-1}^{1}(1-x)^{\alpha }(1+x)^{\beta }P_{m}^{(\alpha ,\;\beta )}(x)P_{n}^{(\alpha ,\;\beta )}(x)\,dx={\frac {2^{\alpha +\beta +1}}{2n+\alpha +\beta +1}}{\frac {\Gamma (n+\alpha +1)\Gamma (n+\beta +1)}{\Gamma (n+\alpha +\beta +1)n!}}\delta _{nm},}
для {\displaystyle \alpha >-1} и {\displaystyle \beta >-1}.
Существует отношение симметрии для полиномов Якоби.
{\displaystyle P_{n}^{(\alpha ,\;\beta )}(-z)=(-1)^{n}P_{n}^{(\beta ,\;\alpha )}(z);}
а потому ещё одно значение полиномов:
{\displaystyle P_{n}^{(\alpha ,\;\beta )}(-1)=(-1)^{n}{n+\beta  \choose n}.}
Для действительного {\displaystyle x} полином Якоби может быть записан следующим образом.
{\displaystyle P_{n}^{(\alpha ,\;\beta )}(x)=\sum _{s}{n+\alpha  \choose s}{n+\beta  \choose n-s}\left({\frac {x-1}{2}}\right)^{n-s}\left({\frac {x+1}{2}}\right)^{s},}
где {\displaystyle s\geqslant 0} и {\displaystyle n-s\geqslant 0}.
В особом случае, когда {\displaystyle n}, {\displaystyle n+\alpha }, {\displaystyle n+\beta } и {\displaystyle n+\alpha +\beta } — неотрицательные целые, полином Якоби может принимать следующий вид
{\displaystyle P_{n}^{(\alpha ,\;\beta )}(x)=(n+\alpha )!(n+\beta )!\sum _{s}\left[s!(n+\alpha -s)!(\beta +s)!(n-s)!\right]^{-1}\left({\frac {x-1}{2}}\right)^{n-s}\left({\frac {x+1}{2}}\right)^{s}.}
Сумма берется по всем целым значениям {\displaystyle s}, для которых множители являются неотъемлемыми.
Эта формула позволяет выразить d-матрицу Вигнера {\displaystyle d_{m'm}^{j}(\varphi )} ({\displaystyle 0\leqslant \varphi \leqslant 4\pi }) в терминах полиномов Якоби
{\displaystyle d_{m'm}^{j}(\varphi )=\xi _{m'm}\left[{\frac {(s)!(s+\mu +\nu )!}{(s+\mu )!(s+\nu )!}}\right]^{1/2}\left(\sin {\frac {\varphi }{2}}\right)^{\mu }\left(\cos {\frac {\varphi }{2}}\right)^{\nu }P_{s}^{(\mu ,\;\nu )}(\cos \varphi )},
где {\displaystyle \mu =|m-m'|,\nu =|m+m'|,s=j-{\frac {1}{2}}(\mu +\nu )}
Величина {\displaystyle \xi _{m'm}} определяется формулой
{\displaystyle \xi _{m'm}={\begin{cases}1,&{\text{if }}m\geq m'\\(-1)^{m'-m},&{\text{if }}m<m'\end{cases}}}

## Производные
{\displaystyle k}-я производная явного выражения приводит к
{\displaystyle {\frac {\mathrm {d} ^{k}}{\mathrm {d} z^{k}}}P_{n}^{(\alpha ,\;\beta )}(z)={\frac {\Gamma (\alpha +\beta +n+1+k)}{2^{k}\Gamma (\alpha +\beta +n+1)}}P_{n-k}^{(\alpha +k,\;\beta +k)}(z).}